# Elkhorn, Montana
Elkhorn és un lloc al comtat de Jefferson, Montana, Estats Units, a les muntanyes Elkhorn a la part sud-oest de l'estat. Segons el cens de 2020 la població és de 12 persones. La comunitat està considera una ciutat fantasma, i dos dels seus edificis es conserven com Elkhorn State Park.

## Història
Els filons de plata que s'hi troben, descrits pels geòlegs com a enriquiments supergènics, van ser descoberts inicialment a les muntanyes Elkhorn per Peter Wys, un immigrant suís. Anys més tard, Anton Holter, un capitalista pioner d'Helena, va començar a desenvolupar la mina. El 1890 es va aprovar la Sherman Silver Purchase Act, que va provocar una gran demanda de plata d'Elkhorn.
Durant aquest període, Elkhorn tenia 2.500 habitants, una escola, un hotel, una església, botigues, salons i bordells. A diferència de la majoria de ciutats mineres, Elkhorn estava poblada principalment per famílies d'immigrants europeus casats. El 1893 es va contruir el Saló de la Fraternitat per a reunions socials i avui dia es manté com un dels edificis més ben conservats de l'Elkhorn actual.
En els anys següents, el boom de la plata i la prosperitat d'Elkhorn van començar a minvar a mesura que el desig de plata va disminuir. Una epidèmia de diftèria va afectar Elkhorn a l'hivern de 1888-1889, provocant nombroses morts, especialment infants. Poc després, el servei de ferrocarril cap a Elkhorn es va aturar i solament va quedar una fracció dels habitants originals.
L'estat de Montana va designar Fraternity Hall i Gillian Hall com a Elkhorn State Park el 1980.

## Geografia
Elkhorn es troba a l'est del comtat de Jefferson, al costat sud de les muntanyes Elkhorn, a la vall d'Elkhorn Creek. L'única via d'accés a partir de Boulder, prenent la sortida de l'I-15 cap a Boulder, continuant 7 milles (11 km) al sud-est a Montana Highway 69, i després 11 milles (18 km) al nord per carreteres comarcals de grava.
La seva superfície comprèn una àrea de 6.8 milles quadrades (17.5 km2).